# Content Scramble System
Content Scramble System (CSS) is een Digital Rights Management-beveiliging die aanwezig is op bijna alle commercieel geproduceerde dvd-video-discs, bestaande uit een 40-bits stroomvercijferingsalgoritme. De sleutel om een CSS-disc af te spelen is aanwezig op vrijwel alle dvd-spelers. Het systeem werd in 1996 geïntroduceerd en is sindsdien meerdere malen aangepast.
Al in oktober 1999 werd de beveiliging gekraakt door John Lech Johanson en twee anderen, die anoniem bleven. Zij kraakten met behulp van reverse engineering CSS waardoor DeCSS-software als DVD43 en AnyDVD op de markt kwam, computercode waarmee iedereen een CSS-beveiliging eenvoudig kan kraken. Al snel werd ook bekend dat CSS gemakkelijk te kraken is door middel van brute force. In veel Europese landen, onder andere in Nederland, is het kraken van een CSS-beveiliging illegaal bij de wet.